# Kościół św. Katarzyny Aleksandryjskiej w Grabienicach
Kościół świętej Katarzyny Aleksandryjskiej w Grabienicach – rzymskokatolicki kościół parafialny należący do parafii pod tym samym wezwaniem (dekanat zagórowski archidiecezji gnieźnieńskiej).
Obecnie istniejący, gotycki kościół został zbudowany na miejscu wcześniejszego, drewnianego w 1597 roku i ufundowany przez Jana Rozdrażewskiego. W 1778 roku świątynię zniszczył pożar, po którym została odbudowana w 1793 roku. Kolejna restauracja została przeprowadzona w 1858 roku, co spowodowało częściowe zatarcie cech stylu gotyckiego. W latach 1995–1999 kościół został ponownie gruntownie odnowiony – zostały nałożone nowe tynki, odrestaurowana została polichromia na suficie. Świątynia została wzniesiona na planie zbliżonym do kwadratu, od wschodniej strony do nawy jest dostawione prostokątne prezbiterium. Część murów jest wzmocniona przyporami. Wnętrze kościoła posiada dość skromne wyposażenie z czasów epoki baroku. Najstarszymi jego elementami są: gotycka chrzcielnica powstała w 1410 roku oraz renesansowa tablica z napisem fundacyjnym i datą budowy świątyni. Ołtarz główny jest datowany na 1789 rok, został wykonany z marmuru, w polu centralnym znajduje się obraz św. Józefa namalowany w 2. połowie XVIII wieku. Dwa ołtarze boczne i ambona powstały również w 2. połowie XVIII stulecia.